# Daiki Iwamasa
Daiki Iwamasa (født 30. januar 1982) er en japansk professionel fodboldspiller, som spiller for den japanske fodboldklub Kashima Antlers. Han er forsvarsspiller, og er også en del af det japanske fodboldlandshold. Iwamasa har tidligere spillet for Tokyo Gakugei University og Iwakuni High School.
Han blev desuden udtaget til Japans VM-trup ved VM i fodbold 2010 i Sydafrika.